# Hostess-promoter
L'hostess è un professionista che si occupa della ideazione, organizzazione e coordinamento dei congressi, convegni ed eventi promozionali.

## Figura professionale
La tipologia di lavoro dell'hostess-promoter consiste nell'organizzare e pubblicizzare l'evento, tramite la consegna ai visitatori di fiere, centri commerciali e inaugurazioni, di materiale promozionale. La sua attività si svolge prevalentemente in auditorium, centri congressi e poli fieristici. Con il passare degli anni, all'interno della figura dell'hostess promoter si sono sviluppate altre figure professionali simili per tipologia di lavoro ma più settoriali.
Molte agenzie si rivolgono a hostess specializzate/i per organizzare eventi di ogni tipo, moda, promozioni, prodotti, food & beverage.
Oggi, per svolgere la professione di hostess, è necessario frequentare corsi di indirizzo professionale, o accademie delle professioni accreditate.
La figura della/del promoter è leggermente diversa da quella di hostess. La/il promoter non solo promuove il prodotto, ma spesso lo vende nei supermercati o nei negozi. Per la/l'hostess spesso vengono richiesti determinati requisiti fisici di altezza, taglia ed età, mentre per la/il promoter non ha caratteristiche estetiche.

## Le principali tipologie di lavoro per settori
- Hostess-promoter di sala - il suo compito è quello di accogliere e registrare il pubblico che partecipa all'evento, inoltre informa gli utenti circa i servizi esterni (trasporti pubblici o privati , ristoranti, servizi, hotel);
- Hostess-promoter di Trenitalia - il suo lavoro consiste nel dare informazioni sugli orari degli InterCity e delle Frecce;
- Hostess-promoter di bordo (Imbarcazioni) - si occupa delle pulizie degli interni dell'imbarcazione, tappezzerie, ottimizzazione dei consumi a bordo, del corretto uso degli accessori quali: radio di bordo, dotazioni di sicurezza;
- Hostess-promoter turistica/o - si occupa della promozione del territorio ovvero ha il compito di presiedere gli stand legati ad eventi di promozione locale;
- Hostess-promoter interprete - interviene in occasione di congressi internazionali, con traduzioni di simultanea nelle principali lingue europee;
- Hostess-promoter di terra - è una figura professionale con specifiche competenze nell'organizzazione del lavoro, del servizio di accoglienza, prenotazione e check-in in aeroporti;
- Hostess-promoter indossatrice/-tore - figura professionale che indossa gli abiti firmati da sartorie famose o boutique;
- Hostess-promoter fotomodella/o - posa per la realizzazione di books fotografici;
- Hostess-promoter immagine - di bell'aspetto, presenzia all'evento sorridendo, facendo appunto "immagine".